# Promitor
Dans la mythologie romaine, Promitor (du latin promum signifiant « garde-manger »,) était le dieu de la distribution du grain dans les granges. Il figure dans une liste d'une douzaine de divinités agraires mentionnées par Servius dans son commentaire à Virgile, Géorgiques 1,21, d'après l'annaliste Fabius Pictor.
Ce dieu, associé à Cérès et à Tellus, est célébré par le flamen cerialis, avec onze autres divinités agraires, à l'occasion du rituel du sacrum cereale le 13 décembre. Il représente la douzième phase du labour. Étaient en effet invoqués, respectivement, :
- Vervactor, dieu des jachères (retournement de la jachère) ;
- Reparator, dieu du renouvellement des moissons (remise en état de la jachère) ;
- Imporcitor, qui veille sur la terre élevée à côté du sillon (labour en profondeur) ;

- Insitor, dieu des semailles ;
- Obarator, dieu du labour en surface ;
- Occator, dieu des herses (hersage) ;
- Sarritor, dieu du sarcloir (sarclage) ;
- Subruncinator, dieu du sarclement opéré en remuant la terre (binage) ;
- Messor, dieu des moissons ;
- Convector, dieu de la translation des blés (charriage) ;
- Conditor, qui serre le blé (engrangement) ;
- Promitor, qui tire le blé du grenier (dégrangement).